# Bakkesvodene
Bakkesvodene är en kulle i Antarktis. Den ligger i Östantarktis. Norge gör anspråk på området. Toppen på Bakkesvodene är 2 448 meter över havet.
Terrängen runt Bakkesvodene är varierad. Trakten är obefolkad. Det finns inga samhällen i närheten. 